# محتوى ذو علامة تجارية
المحتوى ذو العلامة التجارية (المعروف أيضًا باسم الترفيه ذو العلامة التجارية) هو ممارسة التسويق من خلال إنشاء محتوى يُموّل أو يُنتج من قِبل المعلن. على العكس من التسويق بالمحتوى (الذي يُقدّم المحتوى أولًا وقبل كل شيء كحيلة تسويقية لعلامة تجارية ما) ومن موضعة المنتج (عندما يدفع المُعلِنون مقابل إدراج إشارات إلى علاماتهم التجارية في الأعمال الإبداعية الخارجية، مثل الأفلام والمسلسلات التلفزيونية)، يُصمّم المحتوى ذو العلامة التجارية لزيادة التعرف على العلامة التجارية من خلال ربطها بالمحتوى الذي يشارك قيمها. لا يحتاج المحتوى بالضرورة إلى أن يكون ترويجًا للعلامة التجارية، على الرغم من أنه قد يستمر في تضمين موضعة المنتج.
وعلى العكس من الأشكال التقليدية للمحتوى التحريري، يُموّل المحتوى ذو العلامة التجارية بشكل عام بالكامل من قبل علامة تجارية أو شركة بدلًا من استوديو الأفلام أو مجموعة من المنتجين الفنيين فقط. ظهرت أمثلة على المحتوى ذو العلامة التجارية في التلفزيون والأفلام ومحتوى الإنترنت وألعاب الفيديو وغيرها من المنشآت. تهدف استراتيجيات التسويق الحديثة ذات العلامات التجارية في المقام الأول إلى مواجهة اتجاهات السوق، مثل تناقص الإقبال على الإعلانات التجارية التقليدية أو الإعلانات الترويجية منخفضة الجودة.

## تاريخه

### أمثلة مبكرة
يعود مفهوم المحتوى ذو العلامة التجارية إلى الحقبة الأولى من البث. كان يُتحكّم في العديد من البرامج الإذاعية والتلفزيونية من قبل رعاتها وكانت تُسمى بأسمائهم، بما في ذلك: ذا كولغيت كوميدي أور وهولمارك هول أوف فيم واستديو وان. عادةً، يتكفل الراعي بتنسيق الإنتاج الكامل للبرنامج، وبالتالي لا يقدم المذيع سوى الاستوديوهات وقنوات البث. تضمنت هذه البرامج شرائح تروّج لمنتجات الراعي، وضمّت أيضًا المتحدثين باسم العلامة التجارية وعروض توضيحية للمنتجات الجديدة. غالبًا ما اشتهر هؤلاء المتحدثون لاحقًا، مثل بيتي فورنيس، ممثلة أفلام من الدرجة الثانية، التي ازدادت شهرتها بعد أن أصبحت ناطقة باسم شركة ويستينغهاوس إلكتريك على استوديو وان.
أنتجت شركة سلع المستهلكين بروكتر وغامبل العديد من مسلسلات الميلودراما التي تستهدف النساء، مثل: أز ذا وورلد تيرنز. وأُطلق على هذا النوع اسم «مسلسل تلفزيوني طويل». اكتسبت شركة ريفلون لمستحضرات التجميل أهميةً كبيرةً بعد رعايتها لبرنامج المسابقات ذا 64.000 دولار كويسشن - والذي كان، لفترةٍ من الوقت، البرنامج الأكثر مشاهدةً على التلفزيون الأمريكي. وفي عام 1956، استخدمت شركة فورد برنامج -ذا إدسل شو- على قناة سي بي إس لإطلاق علامتها التجارية الجديدة لسيارة إدسل.
في أواخر الخمسينيات من القرن الماضي، كشفت فضائح برنامج المسابقات التلاعب في العديد من برامج الألعاب التلفزيونية الكبرى بشكل جزئي أو كامل بناءً على طلب القيّمين عليها، من أجل الحفاظ على اهتمام المشاهدين وتقييماتهم. ومن بينها كان: دوتو وتوينتي وان، إذ اتُهم كل منهما بتزوير نتائج المباريات. كشفت شهادة من أحد منتجي ذا 64.000 دولار كويسشن أن مؤسس ريفلون وهو تشارلز ريفسون قد مارس شخصيًا سيطرته على البرنامج من أجل تفضيل متسابقين معينين. دفعت هذه الفضائح، بالإضافة إلى زيادة تكاليف الإنتاج بسبب عوامل مثل بدء تشغيل التلفزيون الملون، الشبكات إلى البدء في التأكيد على التحكم الفني في إنتاج وجدولة برامجها. وانتهى تدريجيًا نموذج «الراعي الوحيد»، لصالح وجود عدة جهات راعية وخُصص لها الوقت أثناء فترات الراحة في برنامج لتشغيل الإعلانات التجارية بدلًا من ذلك.
بقيت موضعة المنتجات التقليدية والترويج المتبادل موجودًا في الأفلام والتلفزيون، ولكن غالبًا ما قيل إن الإفراط في استخدامها يمكن أن يُضعف من قيمة الترفيه في العمل. انتُقد فيلم ماك آند مي على نطاقٍ واسعٍ لهذا السبب فقد احتوى على مشاهد ترويجية كثيرة لكل من كوكا كولا وماكدونالدز. بقي برنامج هولمارك هول أوف فيم، يُبث من حين لآخر على التلفزيون حتى عام 2014، عندما أُعلن أنه سيُعرض مستقبلًا على قناة هولمارك.

### أمثلة حديثة
أنشأت شركة والت ديزني بعد إطلاق فيلم ذا مايتي داكس، فريقًا كاملًا من دوري الهوكي الوطني (إن إش إل) المعروف باسم أناهايم داكس، والذي سُمي بذلك تبعًا لاسم الفيلم. أنتجت ديزني لاحقًا سلسلتين من أفلام مايتي داكس، وسلسلة رسوم متحركة مستوحاة من الفريق وصنعوا نسخةً خياليةً من أنهايم. عززت هذه الأعمال مايتي داكس من خلال وضع محتوى إضافي داخل علامتها التجارية، وخلقت أوجهًا من التعاون ما بين الفريق وأعمال الترفيه الأساسية لشركة ديزني. شعر (إن إش إل) أن كرتون مايتي داكس يمكن أن يساعد في انتشار لعبة الهوكي في الجمهور الأصغر سنًا، ومواجهة الصورة النمطية للهوكي المرتبطة بمناطق معينة مثل: كندا وشمال شرق الولايات المتحدة. كانت بضائع الفريق، التي بيعت في ديزني باركس ومواقع ديزني ستور بالإضافة إلى قنوات التجزئة الرئيسية في (إن إش إل)، البضائع الأكثر مبيعًا بين جميع الفرق الأخرى في تلك الفترة.
بدأت شركة بي إم دبليو لتصنيع السيارات في عام 2001، حملةً تسويقيةً بعنوان ذا هاير، إذ أنتجت سلسلةً من الأفلام القصيرة التي أظهرت سياراتها بشكل بارز، وعمل عليها مخرجون مشهورون وموهوبون (مثل: غاي ريتشي). أُعلن عن هذه الأفلام من خلال التلفزيون والمطبوعات والتسويق عبر الإنترنت الذي وجّه المشاهدين إلى موقع أفلام بي إم دبليو على الإنترنت، إذ يمكنهم هناك مشاهدة الأفلام، والوصول إلى المعلومات الإضافية التي يريدونها عن سياراتهم المميزة. وضعت أيضًا شركة بي آم دبليو الأفلام على أقراص دي في دي مع مجلة فانيتي فير لزيادة مبيعاتها بين الجمهور المستهدف للشركة. وبحلول نهاية الحملة في عام 2005، وصل عدد مشاهدات سلسلة الأفلام إلى أكثر من 100 مليون مشاهدة، وحصل العديد منها على جوائز متعلقة بالإعلان والقصص القصيرة.
بدأت شركة بروكتر وغامبل ووول مارت في عام 2010، بتمويل سلسلة من الأفلام التلفزيونية التي وُزعت من خلال قسم بروكتر وغامبل للإنتاج السابق، مثل: ذا جينسين بروجيكت وسيكريتس أوف ذا ماونتين. ووجهوا جميعًا نحو المشاهدة العائلية، وعُرضوا بشكل أساسي على هيئة الإذاعة الوطنية إن بي سي، وأظهرت مشاهد ترويجية لمنتجات بّي آند جي التجارية بالإضافة إلى العلامة التجارية لمتجر وول مارت. في المقابل، أقامت وول مارت عروض ترويجية لمنتجات بّي آند جي المتعلقة بكل فيلم، وباعت الأفلام على أقراص دي في دي مباشرةً بعد عرضها. استخدمت الشركتان وقتًا إعلانيًا حصريًا خلال الأفلام للترويج لمنتجاتهما. ذكرت شركة بّي آند جي أن الإقبال على شراء المنتجات التي عُرضت في فيلم سيكريتس أوف ذا ماونتين ازداد بنسبة 26% بين الأمهات اللواتي شاهدن الفيلم. عقدت شركة البيرة الكندية كوكاني (المملوكة لشركة إيه بي إنبيف) شراكة مع وكالة أفلام لإنتاج فيلم ذا موفي آوت هير، وهو فيلم كوميدي طويل صُوّر في كولومبيا البريطانية. أُصدر الفيلم في شهر أبريل من عام 2013، بعد عرضه في مهرجان ويسلر السينمائي عام 2012. تظهر بيرة كوكاني، جنبًا إلى جنب مع شخصيات من حملاتها الإعلانية السابقة في الفيلم، وسمحت حملة أطلقها الفيلم للحانات الموجودة في غرب كندا أن تتنافس لتكون موقعًا للتصوير.